# Trimorus laevifrons
Trimorus laevifrons är en stekelart som först beskrevs av Thomson 1859.  Trimorus laevifrons ingår i släktet Trimorus, och familjen gallmyggesteklar. Arten är reproducerande i Sverige.